# 브리트 에클란드
브리트 에클란드(Britt Ekland, 1942년 10월 6일 ~ )는 스웨덴의 배우, 가수이다.

## 출연 작품
- 스캔달 (1989)
- 헐리웃 강시 (1988)
- 팜스프링스의 청춘 (1985)
- 마담과 갱 그리고 가방의 행방 (1985)
- 황홀한 연인 (1984)
- 격정의 뱃길 (1983)
- 공포의 몬스터 클럽 (1981)
- 꿈꾸는 낙원 (1978)
- 배틀스타 갤럭티카 - 78년 시리즈 (1978)
- 사랑의 유람선 (1977)
- 솔로몬 왕의 보물 (1977)
- 카사노바 (1976)
- 칼라타칸 구출 작전 (1976)
- 생사의 드릴 (1974)
- 007 황금총을 가진 사나이 (1974)
- 위커 맨 (1973)
- 끝없는 밤 (1972)
- 차일드 오브 더 나이트 (1971)
- 겟 카터 (1971)
- 더 캐니벌스 (1970)
- 수사관 맥클라우드 (1970)
- 밍스키 (1968)
- 더블 맨 (1967)
- 폭스를 잡아라 (1966)
- 캐롤 포 어나더 크리스마스 (1964)
- 디아볼로(영어판) (1963)